# Dóczy Péter
Dóczy Péter (Budapest, 1957. február 10. –) Jászai Mari-díjas magyar színművész, rendező.

## Életpályája
Pályáját 1975-ben kezdte a budapesti Nemzeti Színház stúdiójában, majd 1980-ban elvégezte a SzAk-t, és a veszprémi Petőfi Színházhoz szerződött. 1982 és 1989 között a miskolci Nemzeti Színház tagja volt. Egy-két évadot szabadfoglalkozású színészként, illetve a Nemzeti Színház művészeként töltött. 1991 óta a győri Kisfaludy Színházban játszott. Szilágyi Domokos estjével beutazta Amerikát. Tragikus és vígjáték szerepeket is alakít, belülről építve fel a figurákat.

## Szerepei
- F.Sz. Trepljov, Medvegyenko (Csehov: Sirály);
- Dumuzi (Weöres S.: A holdbéli csónakos);
- Macbeth (Sh.);
- Kuruzs (Csokonai V. M.: Az özvegy Karnyóné);
- Török János (Móricz Zs.–Miklós T.–Kocsák T.: Légy jó mindhalálig).
- A végítélet napja
- Abigél
- Álomszonáta
- Az éjszaka a nappal
- Az ügynök halála
- Baalbek rendező,
- Becket avagy Isten becsülete
- Budaörsi Passió  (2006 – 2009)
- Ég és föld gyermeke rendező, színész
- Figaro házassága
- Hajnali mellúszás
- Három nővér
- Ideiglenes cím
- Játék a kastélyban
- Kávécsarnok
- Kerített város
- Kurázsi mama és gyermekei
- Macska a forró bádogtetőn
- Medvezsoltár
- Mikszáth különös házassága
- Mikszáth különös házassága rendező, színész
- Nagyvizit
- Noé galambja
- Pillantás a hídról
- Szeget szeggel
- Szerelem és halál játéka
- Tizenkét dühös ember
- Tizenkét dühös ember
- Várj, míg sötét lesz!
- 1918 Őszirózsák – Zuhanó repülés[3]

## Filmjei
- Drága örökösök – A visszatérés – István atya (magyar sorozat, 2022–) (TV-film) színész
- Keresztanyu - Polgármester (magyar sorozat, 2022) színész
- Hotel Margaret – Teodor (magyar sorozat, 2022) (TV-film) színész
- Drága örökösök – István atya (magyar sorozat, 2019-2020) (TV-film) színész
- HhHH (Himmler agyát Heydrichnek hívták) (szín., francia akciófilm 2017) (TV-film) színész
- Jóban Rosszban – Lux Endre(magyar filmsorozat 2012-2013, 2014)
- Hacktion (szín., magyar akciófilm-sor., 2011) (TV-film) színész
- Állomás (szín., magyar vígjátéksor., 2009) (TV-film) színész
- Pilinszky János – Gyerekek és katonák (szín., magyar tévéf., 2007) (TV-film) rendező, forgatókönyvíró
- Gyerekek és katonák (szín., magyar film, 2006) rendező
- Morfium (szín., magyar filmdráma, 2005) (TV-film) színész
- Üvegfal  (szín., magyar filmdráma, 2005) színész

- Karácsonykor magába száll minden lélek (szín., film, 2003) (TV-film) szereplő
- Kisváros (szín., magyar tévéfilm sor., 2001) (TV-film) színész
- El Nino – A Kisded  (szín., magyar vígj., 1999) színész
- Az öt zsaru (szín., magyar krimisor., 1998) (TV-film) színész
- Kényszerleszállás (szín., magyar versösszeáll., 1998) (TV-film) szereplő
- Kis Romulusz (szín., magyar tévéfilm sor., 1994) (TV-film) színész
- Priváthorvát és Wolframbarát (szín., magyar játékf., 1993) színész
- Frici, a vállalkozó szellem (szín., magyar vígjátéksor., 1993) (TV-film) színész
- Arthur Miller: Az ügynök halála (magyar színházi felv.) (TV-film) színész
- Soproni Petőfi Színház: Kerített város színész
- A tanítványok (szín., magyar filmdráma, 1984) színész

## Díjai
- Jászai Mari-díj (2025)